# Anton Edzardi
Anton Philipp Edzardi, född den 11 mars 1849 i Anklam, död den 6 juni 1882 i Leipzig, var en tysk filolog.
Edzardi studerade under Möbius och Zarncke, blev filosofie doktor 1873, docent i Leipzig 1876 och extra ordinarie professor där 1882. Hans första arbeten rör den medelhögtyska poetiska litteraturen, men som universitetslärare ägnade han sig nästan uteslutande åt den fornisländska litteraturen, dels som översättare, dels som litteraturhistoriker.